# Anton Eriksson
Anton Eriksson, född 13 oktober 1976 i Umeå, är en svensk operasångare (baryton).
Eriksson har kantorsexamen och utbildade sig på Operahögskolan i Stockholm 2004–2007. Han debuterade som greve Ceprano i Folkoperans uppsättning av Verdis Rigoletto 2006, och har sedan dess varit verksam på bland annat Kungliga Operan, Göteborgsoperan, Värmlandsoperan, Drottningholms slottsteater och Malmö Opera.

## Roller i urval[2]
- Marcello i  Giacomo Puccinis La bohème
- Schaunard i Giacomo Puccinis La bohème
- Sharpless i Giacomo Puccinis Madama Butterfly
- Ping i Giacomo Puccinis Turandot
- Enrico i Gaetano Donizettis Lucia di Lammermoor
- Dulcamara i Gaetano Donizettis L'elisir d'amore
- Escamillo i Georges Bizets Carmen
- Zurga i Georges Bizets Pärlfiskarna
- Silvio i Ruggiero Leoncavallos Pajazzo
- Dr Falke i Johann Strauss den yngre Läderlappen
- Renato i Giuseppe Verdis Un Ballo in Maschera
- Arjuna/Mr Kallenbach i Philip Glass´ Satyagraha
- Sir Archie i Gösta Nystroems Herr Arnes penningar